# Getransponeerde matrix

Het bepalen van de getransponeerde matrix van een matrix en hetzelfde nog een keer uitvoeren, zodat er weer komt.

In de lineaire algebra is de getransponeerde matrix of kortweg de getransponeerde van een matrix {\displaystyle A} de matrix die ontstaat door een van de onderstaande twee acties op {\displaystyle A} uit te voeren:
- Schrijf de rijen van {\displaystyle A} als de kolommen van {\displaystyle A^{\text{T}}}.
- Schrijf de kolommen van {\displaystyle A} als de rijen van {\displaystyle A^{\text{T}}}.

Als {\displaystyle A} een vierkante matrix is komt dat er op neer dat {\displaystyle A} om zijn hoofddiagonaal wordt gespiegeld. Als men hetzelfde voor de tweede keer uitvoert, is het resultaat de oorspronkelijke matrix {\displaystyle A}, ook als {\displaystyle A} geen vierkante matrix is.
{\displaystyle A^{\text{T}}} wordt ook geschreven als {\displaystyle A^{\top }} of als {\displaystyle A'}. De notatie {\displaystyle A'} wordt in MATLAB voor de getransponeerde matrix van {\displaystyle A} gebruikt.
De Britse wiskunde Arthur Cayley heeft de getransponeerde matrix in 1858 ingevoerd.

## Definitie
De getransponeerde matrix van een {\displaystyle m\times n}-matrix {\displaystyle A} is de {\displaystyle n\times m}-matrix {\displaystyle A^{\text{T}}} gedefinieerd door:
{\displaystyle A_{ij}^{\text{T}}=A_{ji}} voor {\displaystyle 1\leq i\leq n,\quad 1\leq j\leq m}

## Voorbeelden
- {\displaystyle {\begin{bmatrix}1&2\\3&4\\5&6\end{bmatrix}}^{\text{T}}={\begin{bmatrix}1&3&5\\2&4&6\end{bmatrix}}}

- {\displaystyle {\begin{bmatrix}1&2\\3&4\end{bmatrix}}^{\text{T}}={\begin{bmatrix}1&3\\2&4\end{bmatrix}}}

## Eigenschappen
Voor de matrices {\displaystyle A} en {\displaystyle B} en de scalair {\displaystyle c} gelden de volgende eigenschappen van de transpositie-operatie:
- {\displaystyle (A^{\text{T}})^{\text{T}}=A}

De getransponeerde matrix van een getransponeerde matrix is de oorspronkelijke matrix. Transponeren is een involutie, een bewerking die haar eigen inverse is.
- {\displaystyle (A+B)^{\text{T}}=A^{\text{T}}+B^{\text{T}}}

Transponeren behoudt optelling.
- {\displaystyle (AB)^{\text{T}}=B^{\text{T}}A^{\text{T}}}

Merk op dat de volgorde van de factoren omdraait. Hieruit kan worden afgeleid dat een vierkante matrix {\displaystyle A} inverteerbaar is dan en slechts dan als {\displaystyle A^{\text{T}}} inverteerbaar is en in dat geval is {\displaystyle (A^{-1})^{\text{T}}=(A^{\text{T}})^{-1}.} Dit resultaat kan worden uitgebreid naar het algemene geval van meer dan twee matrices. Dan geldt {\displaystyle (AB\ldots C)^{\text{T}}=C^{\text{T}}\ldots B^{\text{T}}A^{\text{T}}}.
- {\displaystyle (cA)^{\text{T}}=cA^{\text{T}}}

De getransponeerde van een scalair is dezelfde scalair. Samen met (2) volgt daaruit dat transponeren een lineaire afbeelding is van de vectorruimte van {\displaystyle m\times n}-matrices naar de ruimte van alle {\displaystyle n\times m}-matrices.
- {\displaystyle {\text{sp}}(A^{\text{T}})={\text{sp}}(A)}

Het spoor van een vierkante matrix is gelijk aan het spoor van zijn getransponeerde matrix.
- {\displaystyle \det(A^{\text{T}})=\det(A)}

De determinant van een vierkante matrix is gelijk aan de determinant van zijn getransponeerde matrix.
- {\displaystyle {\text{rang}}(A^{\mathrm {T} })={\text{rang}}(A)}

De rang van iedere matrix {\displaystyle A} is gelijk aan de rang van de getransponeerde matrix {\displaystyle A^{T}} van {\displaystyle A}
- Het inwendige product van twee kolomvectoren {\displaystyle a} en {\displaystyle b} kan worden berekend als

{\displaystyle a\cdot b=a^{\mathrm {T} }b}
- Als de matrix {\displaystyle A} alleen reële elementen heeft, dan is {\displaystyle A^{\text{T}}A} een positief-semidefiniete matrix.
- Als {\displaystyle A} een matrix is over een lichaam/veld, dan is {\displaystyle A} gelijksoortig met {\displaystyle A^{\text{T}}.}
- {\displaystyle (A^{\text{T}})^{-1}=(A^{-1})^{\text{T}}}

Voor een inverteerbare matrix {\displaystyle A} is de getransponeerde van de inverse matrix de inverse van de getransponeerde.
- Als {\displaystyle A} een vierkante matrix is, dan zijn de eigenwaardes gelijk aan de eigenwaardes van zijn getransponeerde matrix.

## Matrices met bijzondere eigenschappen onder transpositie
- Een vierkante matrix die gelijk is aan zijn getransponeerde wordt een symmetrische matrix genoemd, dat wil zeggen dat {\displaystyle A} symmetrisch is als geldt

{\displaystyle A^{\text{T}}=A}
- Een vierkante matrix waarvan de getransponeerde ook de inverse matrix is, is een orthogonale matrix. Dat wil zeggen dat de matrix {\displaystyle A} orthogonaal is als geldt

{\displaystyle AA^{\text{T}}=A^{\text{T}}A=I}, waarin {\displaystyle I} de eenheidsmatrix is
dus
{\displaystyle A^{\text{T}}=A^{-1}}
De kolommen van {\displaystyle A} zijn orthonormaal.
- Een vierkante matrix die gelijk is aan de tegengestelde van zijn getransponeerde matrix, wordt een antisymmetrische matrix genoemd. Dat wil zeggen dat de matrix {\displaystyle A} antisymmetrisch is als

{\displaystyle A^{\text{T}}=-A}
- Een hermitische matrix is een matrix die gelijk is aan de geconjugeerde getransponeerde matrix ervan, genoteerd

{\displaystyle {\overline {A}}^{\text{T}}}
Dit wordt vaak afgekort tot {\displaystyle A^{*}}. Dus {\displaystyle A^{*}={\overline {A}}^{\text{T}}}
- Een normale matrix is een matrix die commuatief is met de geconjugeerde getransponeerde matrix ervan:

{\displaystyle A\ {\overline {A}}^{\text{T}}\ =\ {\overline {A}}^{\text{T}}\ A}